# Nathalie de Ségur
Nathalie de Ségur, baronne de Malaret (1er mai 1827 - 12 mars 1910), est une aristocrate, dame du palais de l'impératrice Eugénie de Montijo. Elle est la mère de Camille et Madeleine de Malaret dont la comtesse de Ségur, leur grand-mère maternelle, s’inspira pour écrire Les Petites Filles modèles.   

## Biographie

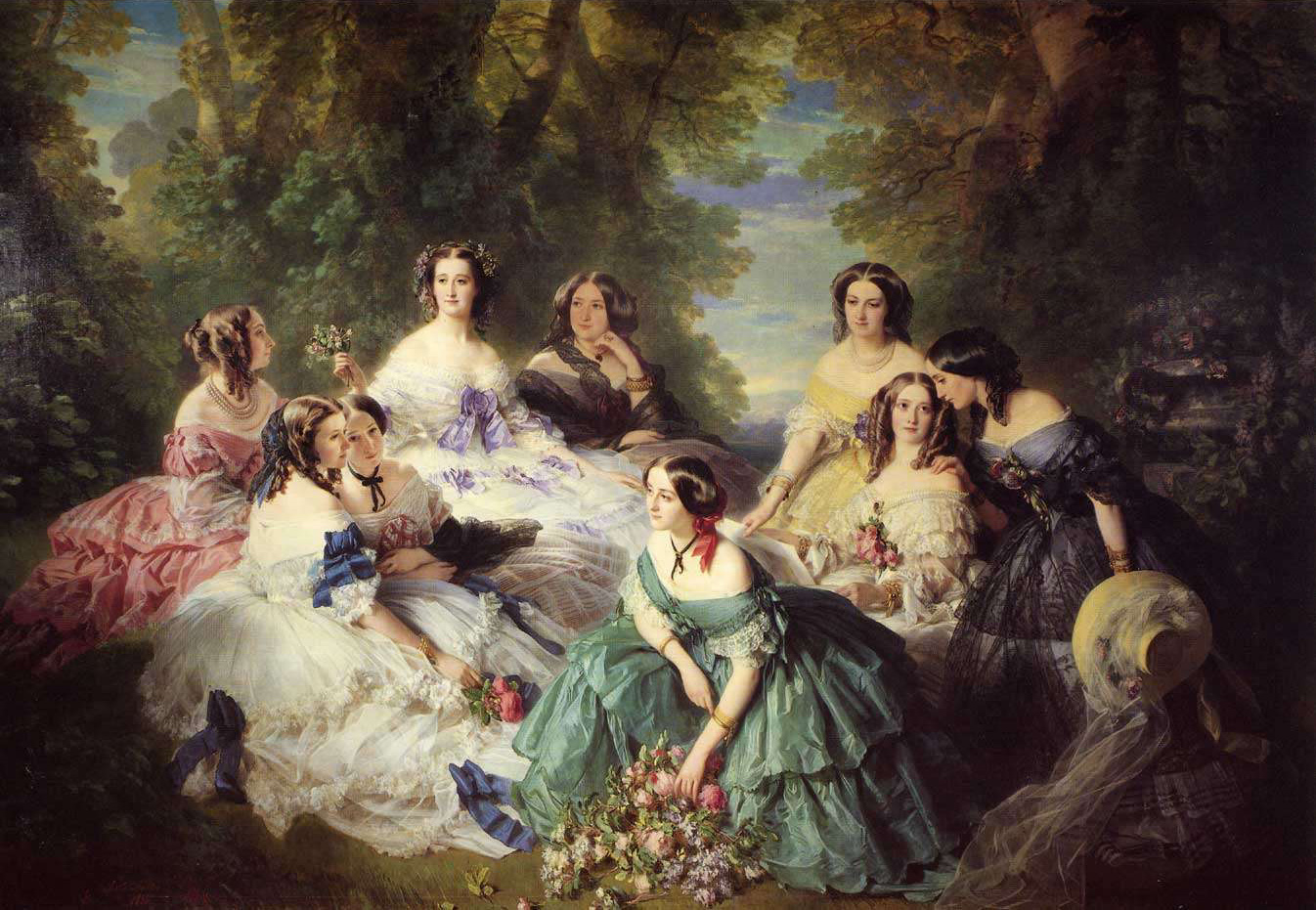
L'Impératrice Eugénie entourée de ses dames d'honneur, Franz Xaver Winterhalter, 1855.

Elle est la fille d'Eugène, comte de Ségur, et de Sophie Rostopchine, connue comme la comtesse de Ségur. Elle épouse le diplomate Joseph Alphonse Paul Martin d'Ayguesvives, baron de Malaret, en 1846. 
En 1853, elle intègre la nouvelle cour de l'impératrice, qui se compose d'une Grande-Maîtresse, d'une dame d'honneur, ainsi que de six (plus tard douze) dames du Palais qui alternent chacune une semaine de service et dont la plupart sont choisies par l'impératrice avant son mariage. 
Nathalie de Ségur est une des huit dames d'honneur représentées avec Eugénie de Montijo dans le célèbre tableau de Franz Xaver Winterhalter de 1855.
Elle est décrite comme "élégante par ses manières, d'un beau et agréable tempérament et ayant beaucoup d'amis, ce qu'elle méritait amplement."  Il semble qu'elle était peu présente à la cour. Elle accompagnait en effet son époux lors de ses missions diplomatiques, il était en poste à Florence, et ne pouvait donc pas fréquenter la cour, et d'ailleurs, elle "ne passait que peu de temps dans sa propre maison" . Amélie Carette, dame du palais de l'impératrice à partir de 1866, ne l'a jamais vue à la cour.